# Elze
Elze è una città di 9.238 abitanti della Bassa Sassonia, in Germania.
Appartiene al circondario (Landkreis) di Hildesheim (targa HI).

## Geografia antropica

### Suddivisioni amministrative
Il territorio comunale comprende le frazioni di Esbeck, Mehle, Sehlde, Sorsum, Wittenburg e Wülfingen.